# Inundaciones en Zimbabue de 2016
Las inundaciones en Zimbabue de 2016–17 empezaron en diciembre de 2016 después de una grave sequía. Las inundaciones causaron al menos 250 muertes y 128 heridos durante tres meses, además de dejar alrededor de 2000 personas sin hogar. Según el ministro de transporte Joram Gumbo, al menos 70 puentes de autopistas principales fueron destruidos.
El expresidente de la República, Robert Mugabe declaró las inundaciones como un desastre nacional. Se estima que el daño causado superó los US$100 millones.